# Flotilja
Flotilja (fran. Flottille, pomanjševalnica iz flotte=  ladjevje), je mornariška vojaška formacija, ki zajema manjše število enakih manjših bojnih ladij (korvet, fregat, podmornic) pod enotnim poveljstvom.
Splošno je flotilja tudi skupina manjših ladij, npr: flotilja ribiških ladij (ribiška flotilja), flotilja rečnih ladij itd.